# Dystrykt Khuzdar
Dystrykt Khuzdar (urdu/beludżi: خضدار) – dystrykt w południowo-zachodnim Pakistanie w prowincji Beludżystan. W 1998 roku liczył 417 466 mieszkańców (z czego 52,7% stanowili mężczyźni) i obejmował 77 006 gospodarstw domowych. Siedzibą administracyjną dystryktu jest Khuzdar.